# Campionati del mondo di ciclismo su strada 2003 - Cronometro maschile Elite
La cronometro maschile Elite dei Campionati del mondo di ciclismo su strada 2003 fu corsa il 9 ottobre 2003 in Canada, a Hamilton, su un percorso di 41,6 km. L'australiano Michael Rogers vinse la gara con il tempo di 52'42"38 alla media di 47,36 km/h.

## Classifica (Top 10)
| Pos. | Corridore        | Squadra   | Tempo    |
| ---- | ---------------- | --------- | -------- |
| 1    | Michael Rogers   | Australia | 52'42"38 |
| 2    | Uwe Peschel      | Germania  | a 0"56   |
| 3    | Michael Rich     | Germania  | a 8"59   |
| 4    | Isidro Nozal     | Spagna    | a 12"41  |
| 5    | Dario Frigo      | Italia    | a 26"44  |
| 6    | Vjačeslav Ekimov | Russia    | a 33"29  |
| 7    | Marc Wauters     | Belgio    | a 42"26  |
| 8    | Michal Hrazdira  | Rep. Ceca | a 48"26  |
| 9    | Bert Roesems     | Belgio    | a 50"70  |
| 10   | Ben Day          | Australia | a 54"9   |